# Angelo Michele Colonna
Michelangelo Colonna (Rovenna, 21 settembre 1604 – Bologna, 1687) è stato un pittore italiano.

## Biografia
Angelo Michele Colonna noto come Michelangelo Colonna nacque a Rovenna  in provincia di Como e morì a Bologna. Da ragazzo lavorò a Como sotto il nome di Caprera. Nel 1617, si trasferì Bologna presso la bottega di Gabriello Ferrantini (detto Occhiale) e quindi presso il maestro di quadratura Girolamo Curti (il Dentone).
Egli dipinse degli affreschi nel Palazzo Albergati a Bologna. Conobbe Carlo Cesare Malvasia, mentre lavorava agli affreschi di Villa Malvasia con Curti e Domenico Ambrogi a Trebbo di Reno nel 1624. L'anno successivo con Curti affrescò la Villa Paleotti. Nel 1625, con Ambrogi, affrescò Villa Malvezzi Campeggi a Bagnarola di Budrio. Nel 1625, raccomandato da Alessandro Tiarini, aiutò a decorare la volta della Chiesa di sant'Alessandro a Parma. Nel 1625 collaborò con Lucio Massari, Francesco Gessi e altri artisti alla decorazione dell'Oratorio di San Rocco a Bologna, dipingendo sei santi e allegorie. Nel 1627 dipinse la Chiesa di San Michele in Bosco.
Dopo la morte di Curti, nel 1632, Colonna diede inizio a una lunga collaborazione (fino al 1660) con Agostino Mitelli. Assieme decorarono il Palazzo Spada a Roma, il Palazzo Pitti a Firenze (con un grande affresco intitolato Fama dei Medici coronata di vittoria), la Chiesa di San Filippo Neri a Forlì.
Essi divennero i maggiori esponenti della quadratura in Italia. Sempre con Mitelli lavorò a Modena dipingendo affreschi nel palazzo degli Este a Sassuolo. Lavorarono anche alla volta del distrutto Oratorio di San Girolamo di Rimini. Dopo la decorazione di una sala nel palazzo di Stefano Balbi, poi Durazzo, a Genova con al centro della volta la medaglia raffigurante Primavera e Inverno, Colonna e Mitelli fra il 1653 e il 1658, lavorarono alla galleria che porta all'altare maggiore della Chiesa di San Michele in Bosco, a Bologna, e contemporaneamente completarono (nel 1657) una Assunzione nella cappella del Rosario della basilica di San Domenico sempre a Bologna.

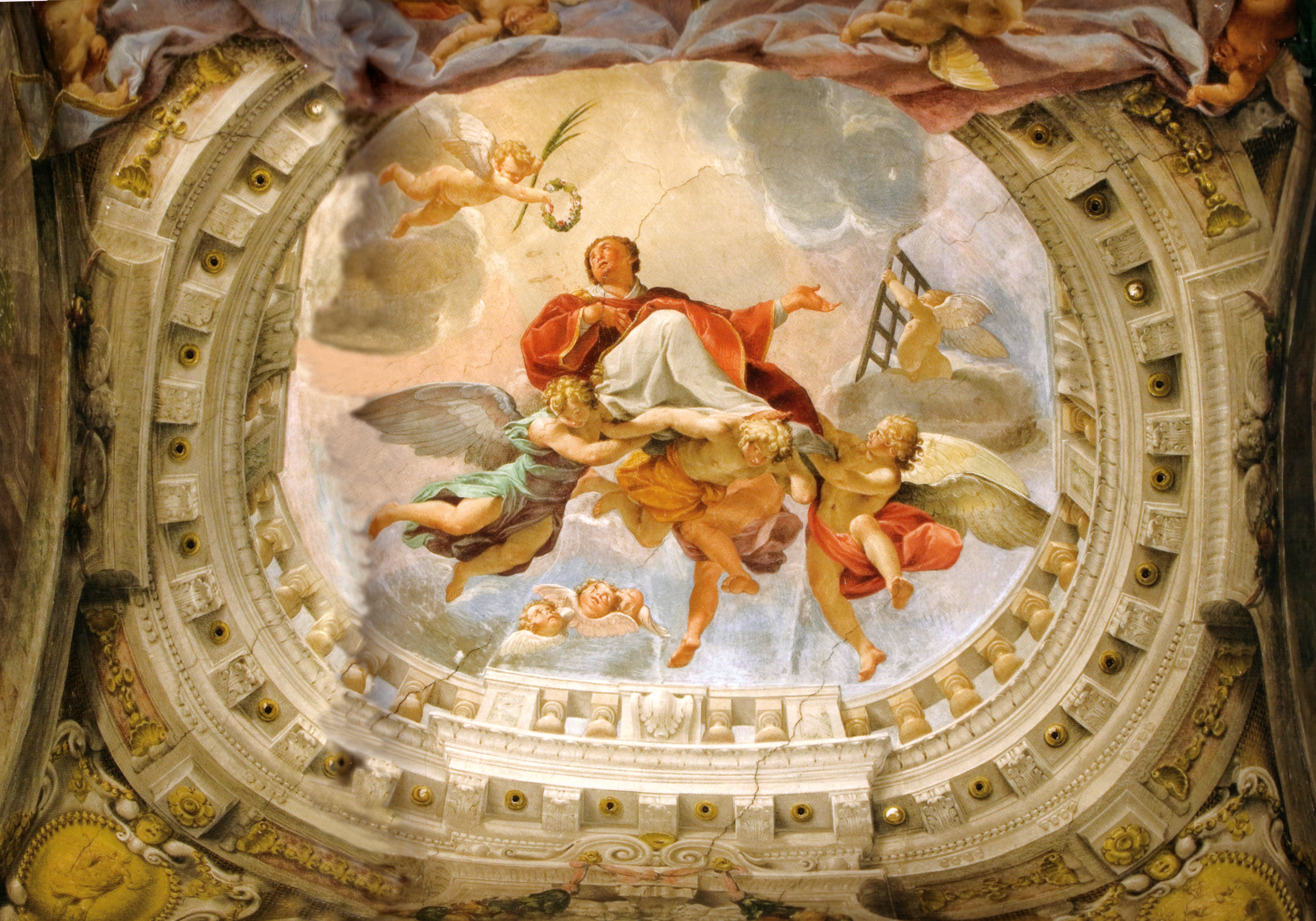
Gloria di San Lorenzo

Nel 1658, Colonna si recò in Spagna per lavorare alla Corte di Filippo IV. Per questo lavoro venne inizialmente contattato da Diego Velázquez. Ritornato in Italia, nel 1662 collaborò con il discepolo di Mitelli Giacomo Alboresi (1632-1677) e continuò a essere particolarmente attivo a Bologna, decorando il Palazzo Cospi-Ferretti e la cappella della Chiesa dei Santi Bartolomeo e Gaetano (1667). Nel 1677 completò gli affreschi nella sala consiliare del Palazzo Comunale, collaborando con Gioacchino Pizzoli e Giuseppe Romani. Sempre verso il 1677, ormai famoso per i lavori fatti per i sovrani di Francia e Spagna, venne invitato a Lucca dai Chierici regolari della Madre di Dio per i quali decorò la tribuna della Chiesa di Santa Maria Corteorlandini. Nella stessa città fu interpellato per la decorazione dell'abside del duomo, ma le sue richieste economiche apparvero troppo elevate all'Opera della Cattedrale che incaricò del lavoro Giovanni Coli e Filippo Gherardi. Ancora nella Repubblica di Lucca dipinse infine la sala grande della villa Arnolfini di Gragnano.